# Martinice, Žďár nad Sázavou
Martinice là một làng thuộc huyện Žďár nad Sázavou, vùng Vysočina, Cộng hòa Séc.